# レッドブル・エアレース・ワールドシリーズ
レッドブル・エアレース・ワールドチャンピオンシップ（英語: Red Bull Air Race World Championship）は2003年から2019年まで開催していた曲技飛行パイロットによるエアレースシリーズの総称。国際航空連盟公認のレースであった。
最高速度370 km/h、最大負荷10 Gにおよぶ過酷な空中タイムトライアルの連続でイベントが構成され「空のF1」とも形容される。厳しい競技環境に耐え得る強靭な肉体と、飛行機を正確に操る技術力・集中力が要求される競技であり、曲技飛行の国際選手権優勝者や空軍教官を経歴に持つパイロットが多数を占める。

## 歴史
自身も選手として参戦していたピーター・ベゼネイが提案し、レッドブルの企画で2003年に始まった。
2011年から2013年まで休止され、2014年からエンジンとプロペラを統一して再開された。日本では2015年（第2戦・2015年5月16日、17日）、2016年（第3戦・2016年6月4日（予選は中止）、5日）、2017年（第3戦・2017年6月3日、4日）、2018年（第3戦・2018年5月26日、27日）、2019年（第4戦・2019年9月7日、8日）に千葉県千葉市美浜区の幕張海浜公園で開催された。
2019年5月29日、「レッドブルが主催する他の世界選手権と比較して、業界外から十分な興味を引くことができなかった」ことを理由に、同年9月の日本・幕張海浜公園でのレースを最後にシリーズを終了することが発表された。
2022年より、同様の競技フォーマットや競技飛行機を使用し、後継となる「エアレース・世界選手権」が開催されることが発表された。 こちらもFAI（国際航空連盟）が公認する世界選手権となる。

## シリーズ概要

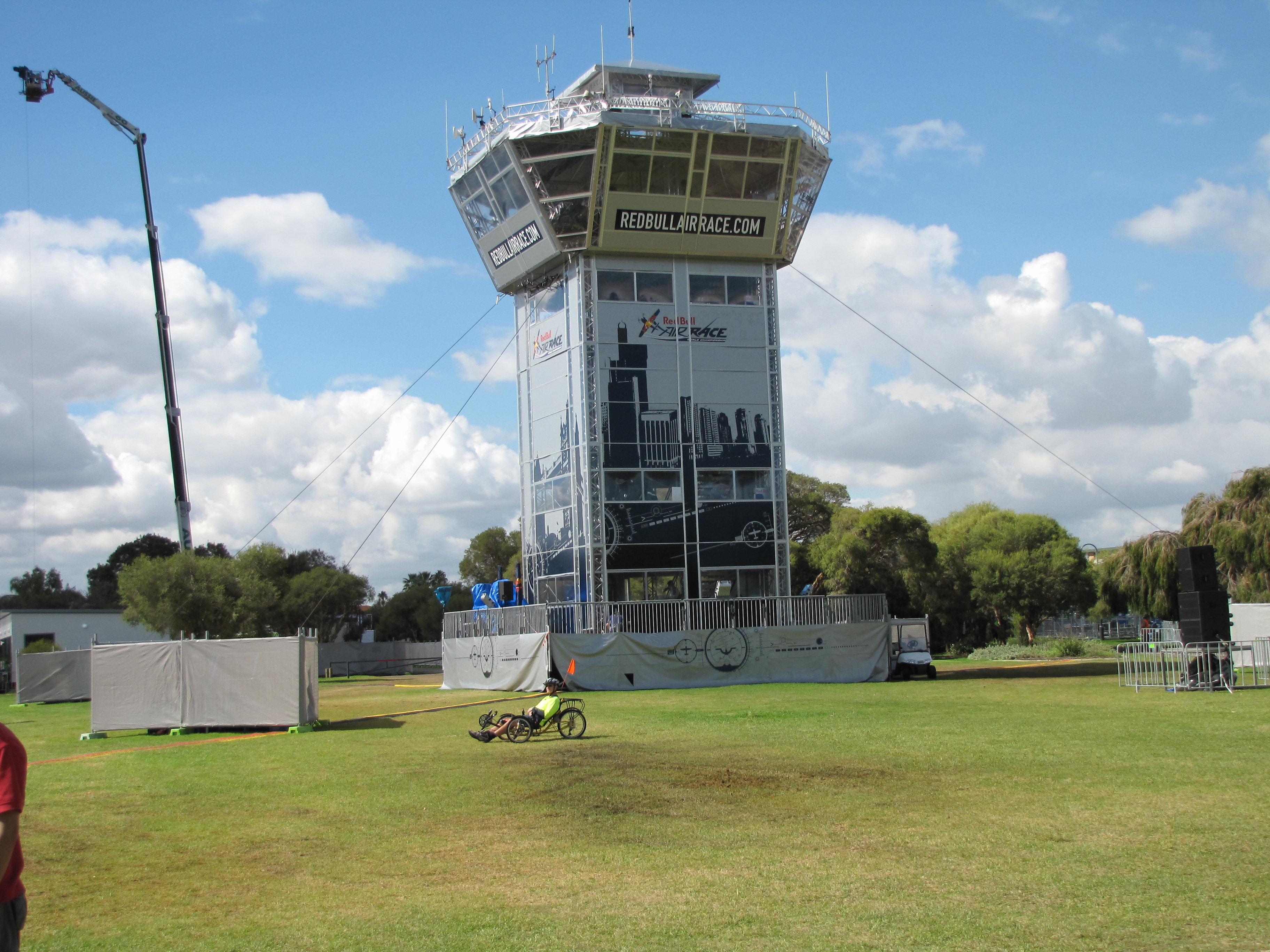
レースのために建てられた臨時の管制塔（2010年）

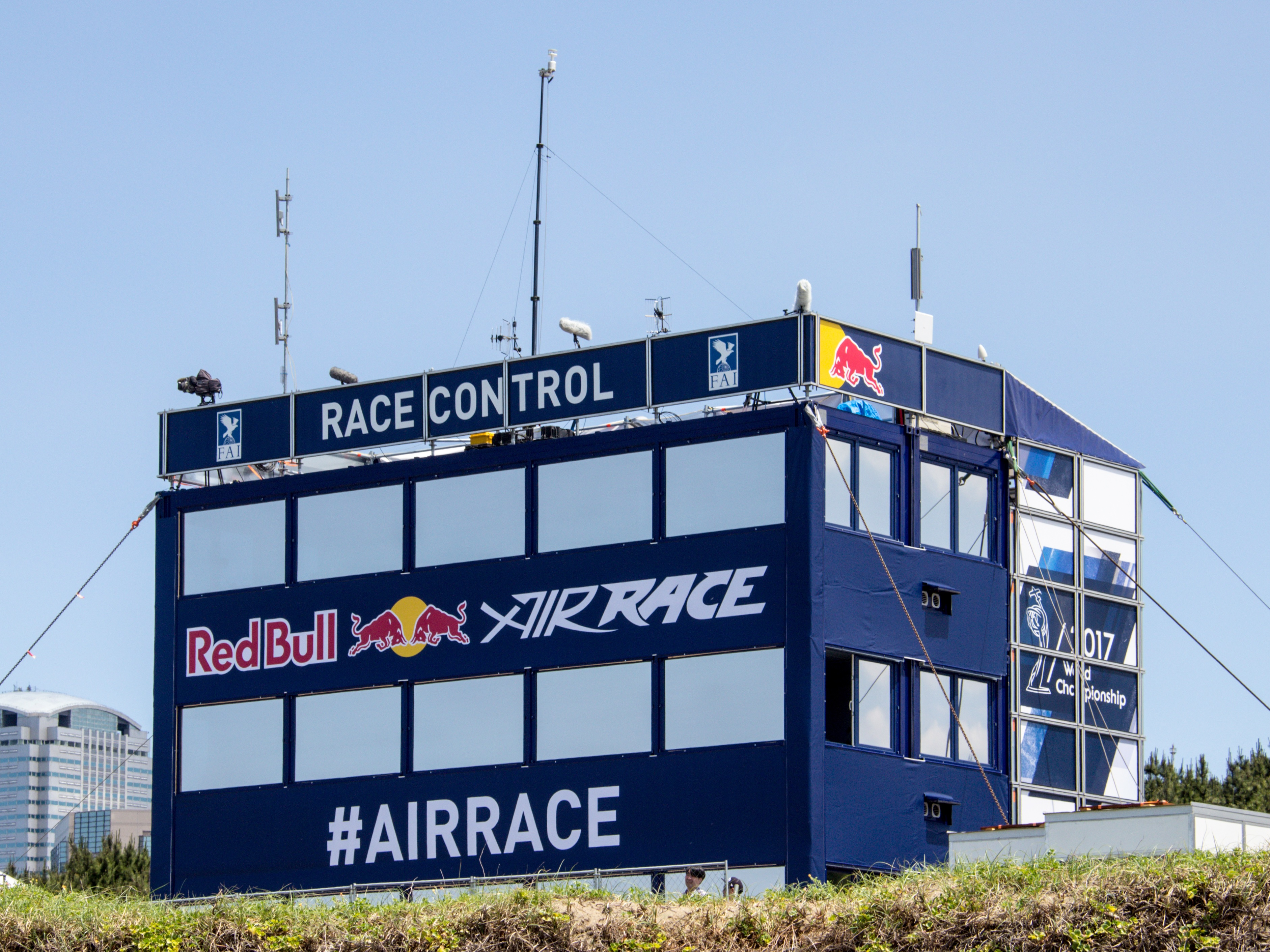
海上コンテナを改造した管制塔（2017年の千葉大会）

1開催は「トレーニング」「予選」「ラウンド・オブ・14」「ラウンド・オブ・8」「ファイナル4」の5つによって構成されている。各開催の順位に応じてポイントが与えられ、年間を通してもっとも多くのポイントを得たパイロットがチャンピオンとなる。大会は、
- トレーニング：予選日の前日に実施。
- 予選：各選手2回のフライトを行い、速い方のタイムが記録となる。その記録をもとに「ラウンドオブ14」の組み合わせが決定される。
- 決勝
  - ラウンドオブ14：予選の記録をもとに1対1の対戦（ヒート）に分け、各選手1回のフライトを行う。各ヒートの勝者7名と敗者の中で最速のタイムを出した1名（「ファステスト・ルーザー」と呼ばれる）の計8名が「ラウンドオブ8」に進出。下位6名（9 - 14位）が脱落、順位確定。
  - ラウンドオブ8：1対1の対戦（ヒート）に分け、各選手1回のフライトを行う。各ヒートの勝者4名が「ファイナル4」に進出。下位4名（5 - 8位）が脱落、順位確定。
  - ファイナル4：各選手1回のフライトを行い、最終順位（1 - 4位）が決定。

というスケジュールで行われる。
ポイントは、
- 優勝：15ポイント
- 2位：12ポイント
- 3位：9ポイント
- 4位：7ポイント

で以下1ポイントずつ減っていき11位以下が0ポイントとなる。
2014年からは上記の方式を「マスタークラス」とし、若手選手発掘・育成のためルールの簡易化と機体を統一した「チャレンジャーカップ」が創設された。
2008年以前は、
- 予選上位の8選手によるノックアウト・トーナメント形式で争われる。
- 予選9位以下の選手ももう一度フライトを行い、最もタイムの良い選手にシリーズ・ポイント1ポイントが与えられる。

という方式だった。

### 各シリーズ

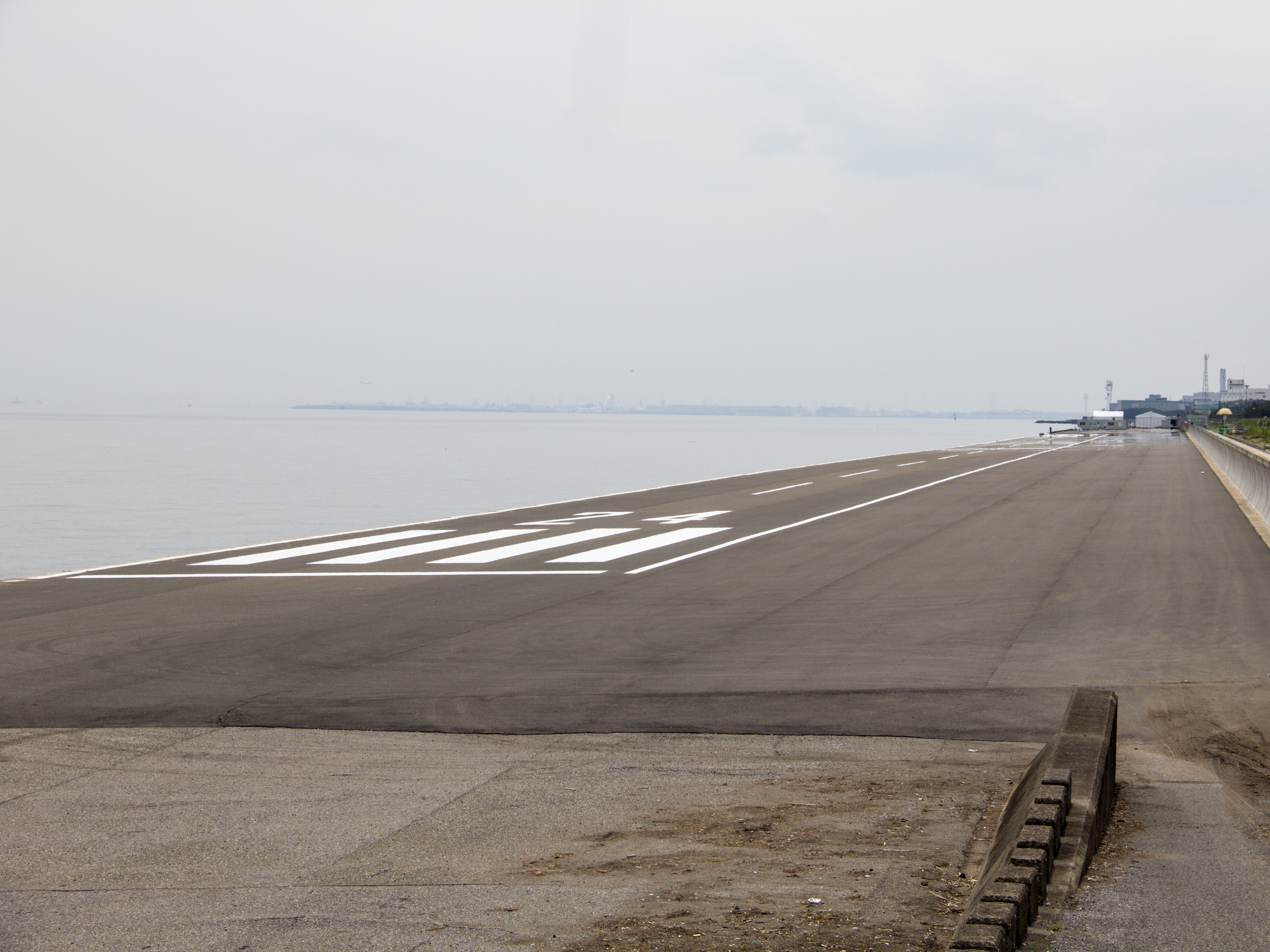
浦安市墓地公園横の護岸に設けられた臨時飛行場

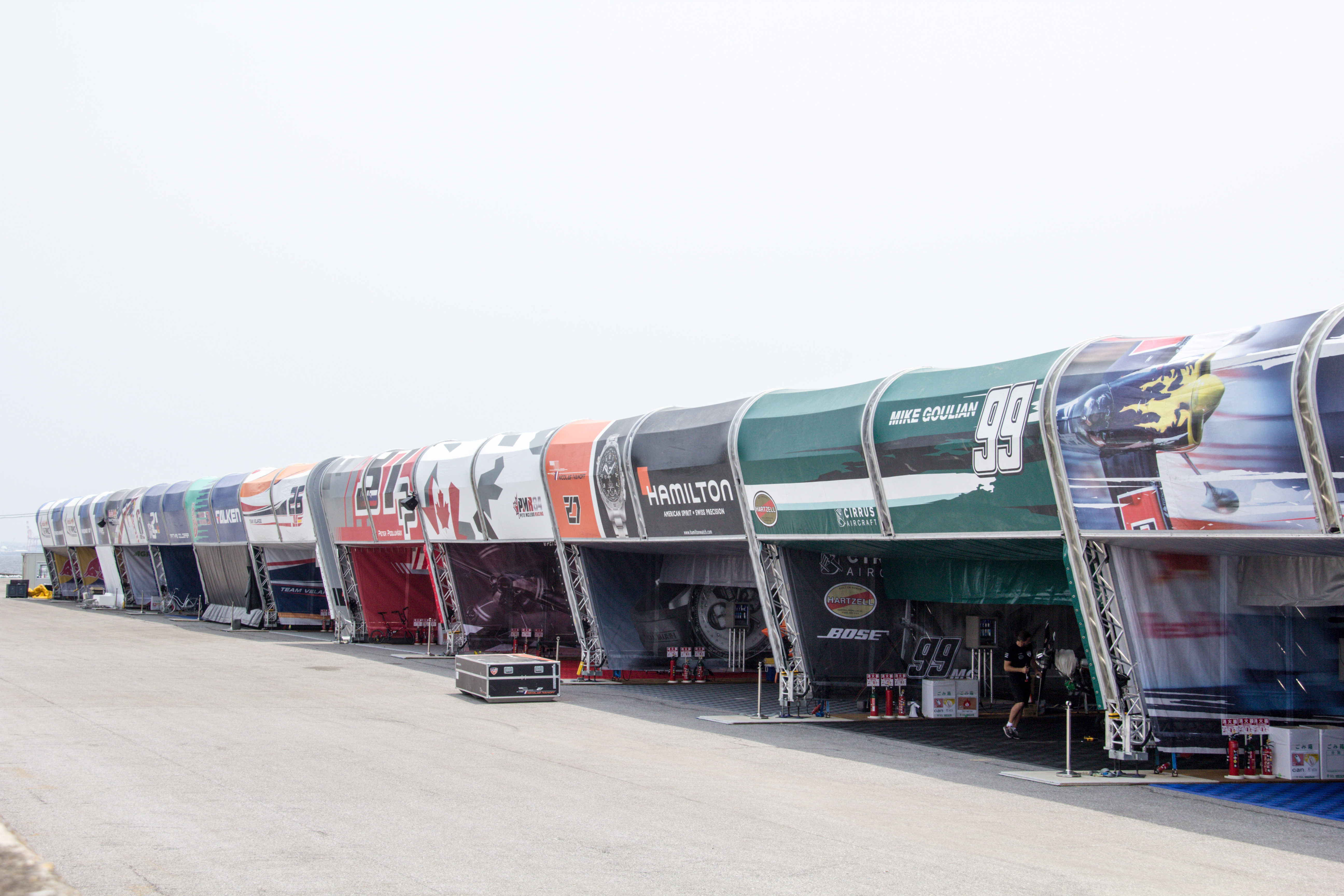
浦安市総合公園に隣接して設けられた格納庫

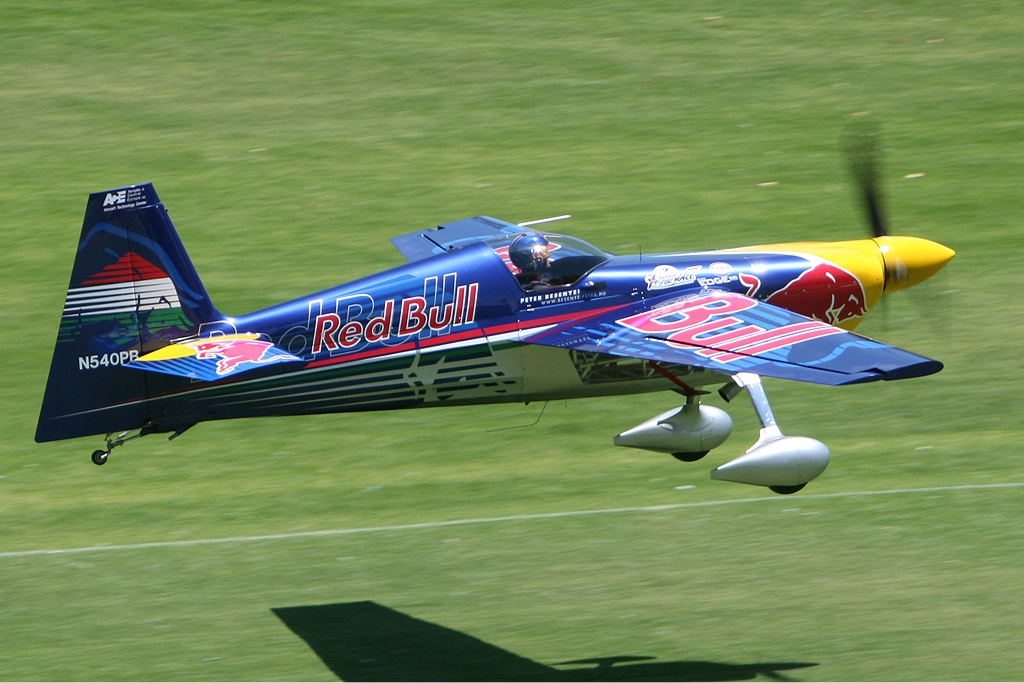
臨時滑走路となった芝生の上を飛行するジブコ エッジ540

世界各地を転戦するツアーレースであり、ロヴィニやエルジェーベト橋など開催国の著名な観光地をコースに含めることが多い。
レース用の機体は長時間の飛行には向かないため、競技会場付近に空港や飛行場が無い場合、近隣の広い空き地に場外離着陸場とハンガーを設営し専用バックヤードとしている。2015年に千葉で開催された際は、浦安市墓地公園の道路に全長800 m、幅20 mの臨時滑走路が整備された。アスコット競馬場では観客席前の直線コース（約1マイル）から直接離陸しコースに入る。

## 競技概要

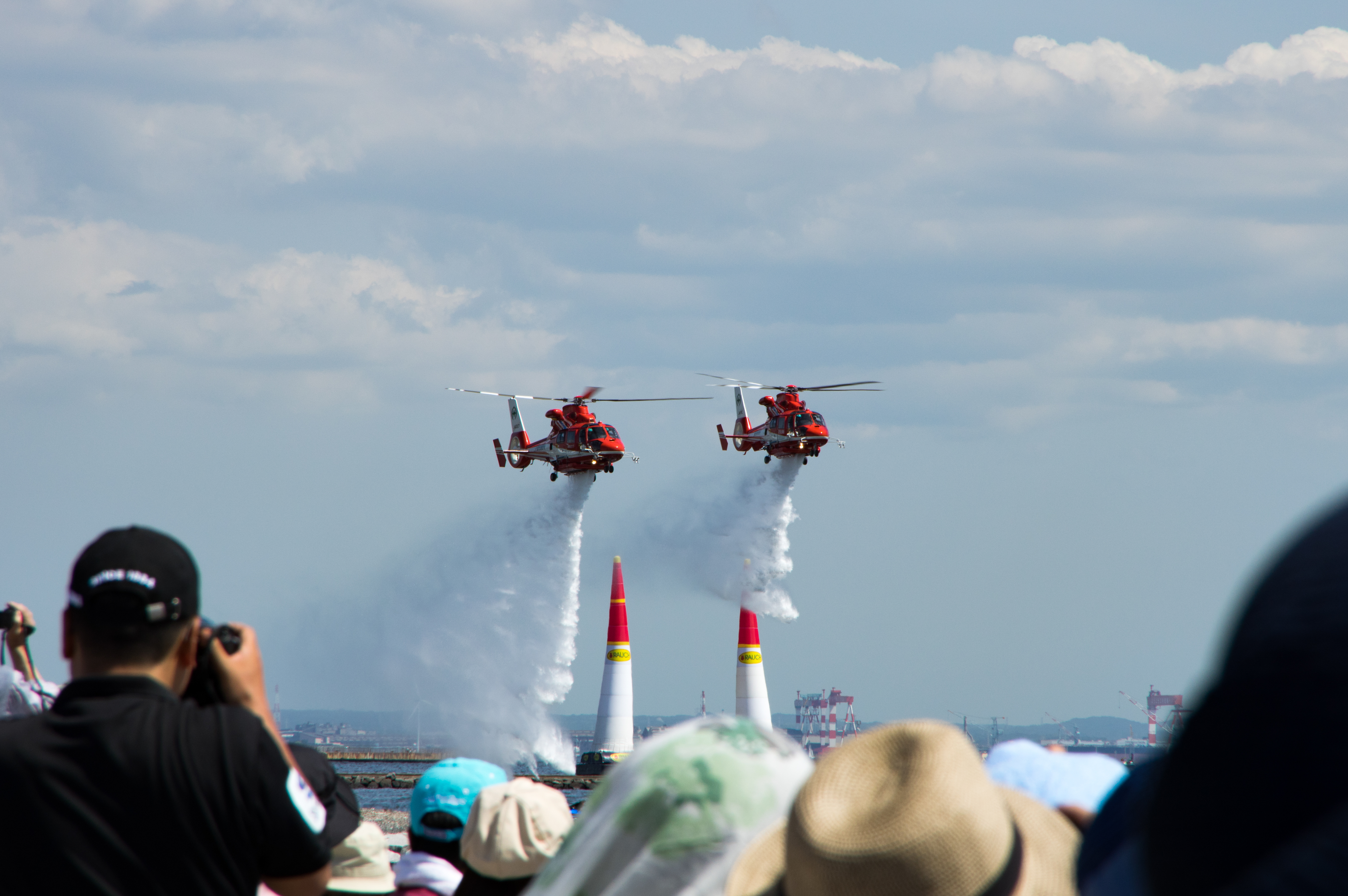
千葉市消防局消防航空隊ヘリコプター「おおとり1号、2号」による空中消火デモ（2017年）

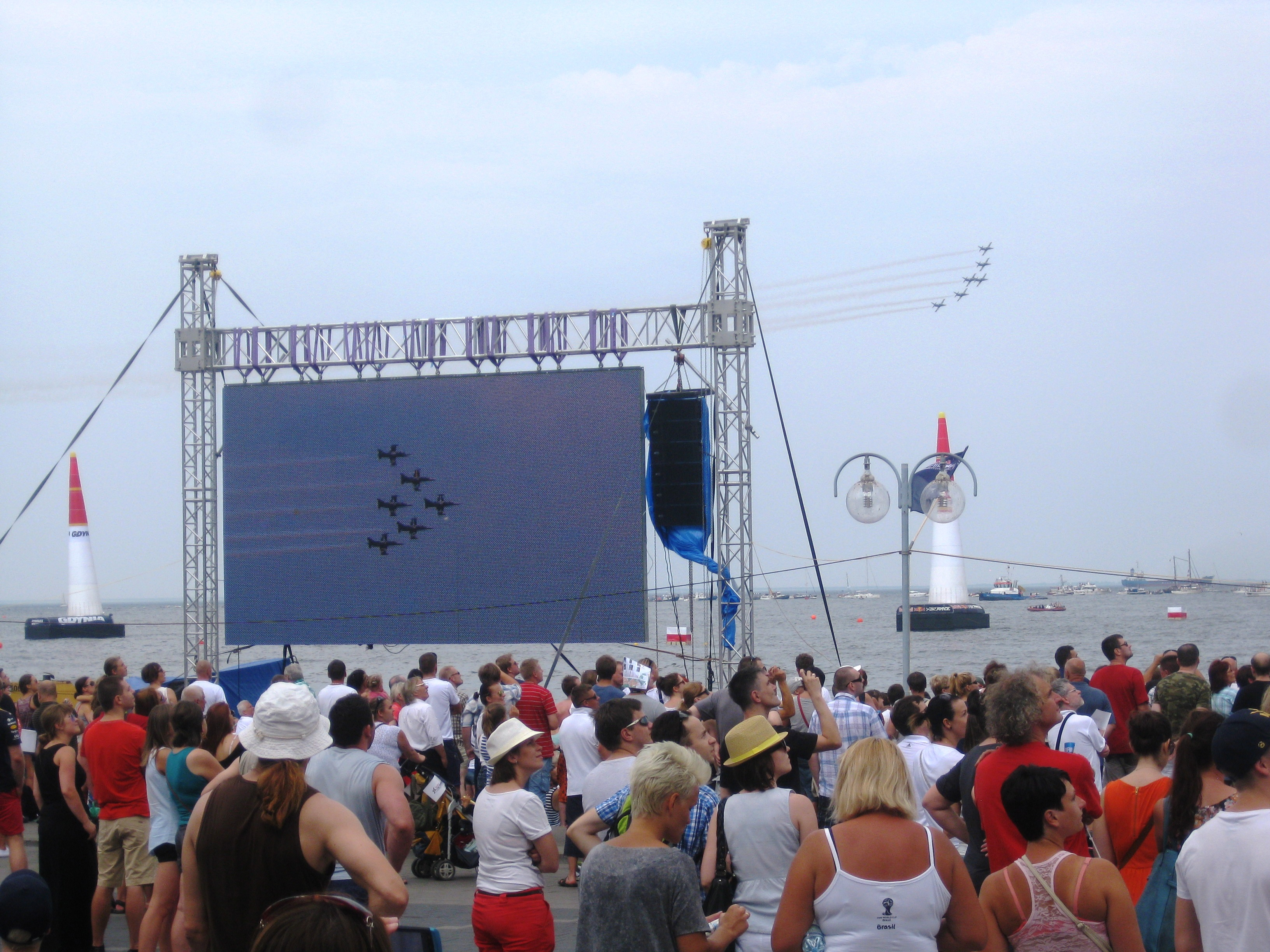
会場に設置された大型スクリーンに映るアクロバットチームのショー（2014年）

曲技飛行用の単発プロペラ機を操り、5 - 6 km（3 - 4マイル）のコースに設置された高さ25 mのパイロン型風船障害物（エアゲート）を規定の順序と方法で通過、ゴールまでのタイムを競う。
曲芸飛行ではなくタイムトライアル競技ではあるが、小型の機体が高速で動くことから目視しにくいため、コース進入の直前にスモークを焚いたり、尾翼とコクピット内にカメラ（ガーミン製）を設置し会場の大型スクリーンで放映するなど、観客や視聴者への配慮がルールで定められている。
レースの合間には開催国の軍の曲技飛行隊による展示飛行、消防航空隊による救助デモなどが開催される他、レッドブル所有機の飛行や民間チームのエアショーが行われる。
予選前に行われるメディア向けのテストフライトは元参加者のマイク・マンゴールド（2007年優勝者）やポール・ボノム（解説者も兼任）が行っている。

### パイロット
レースへ参戦するには現役の曲芸飛行士が最低条件で、さらにレッドブルが主催するQualification Campへ参加し、Red Bull Air Race委員会が発給する「スーパーライセンス（限定）」を取得すると「Challenger Cup」に参加する「チャレンジャークラス」の選手として登録される。そこから「スーパーライセンス（限定解除）」を取得し成績を残すと「Master Class」に参戦する「マスタークラスの選手」として選ばれる。
パイロットには、パラシュートやハーネスの他、失神を防止するため耐Gスーツ『G-Race Suits』の着用が義務付けられている。コースが海上の場合は、膨脹式の救命胴衣も着用する。
参加選手は、マット・ホール（元オーストラリア空軍教官）やフランソワ・ルボット（元フランス空軍教官）ら元空軍パイロットと、室屋義秀、ハンネス・アルヒ、マイケル・グーリアンなど民間出身の曲芸飛行士が多い。なお「曲芸飛行士」には軍の曲技飛行隊に所属する軍人も含まれており、所属先の許可が下りれば参戦が可能である。2016年現在はマルティン・ソンカ（チェコ空軍曲技飛行隊所属）とクリスチャン・ボルトン（チリ空軍曲技飛行隊所属）が個人として参戦している。
専業の曲芸飛行士ではなく、パイロットスクールの教官や旅客機のパイロットを兼業する選手もおり、ポール・ボノムはレースが無い日はブリティッシュ・エアウェイズでボーイング747の機長を務めていた。
高Gがかかる過酷な競技であるが他のモータースポーツと比べ参加選手の年齢は高い傾向にあり、マスタークラスは40代の選手が中心である。2016年現在はピート・マクロード（ガーミン・レーシング）の32歳が最年少参加記録である。
また、レース創設に関わったピーター・ベゼネイは59歳となった2015年シーズンまで現役選手であった。
アジアからは2009年に日本人の室屋義秀が初めてエントリーし、マスタークラスに参戦している。また2015年には元マレーシア空軍教官のハリム・オスマンがチャレンジャークラスに参戦した。2017年からはチャレンジャークラスに中国（香港）出身のケニー・チャンが参戦している。

### チーム

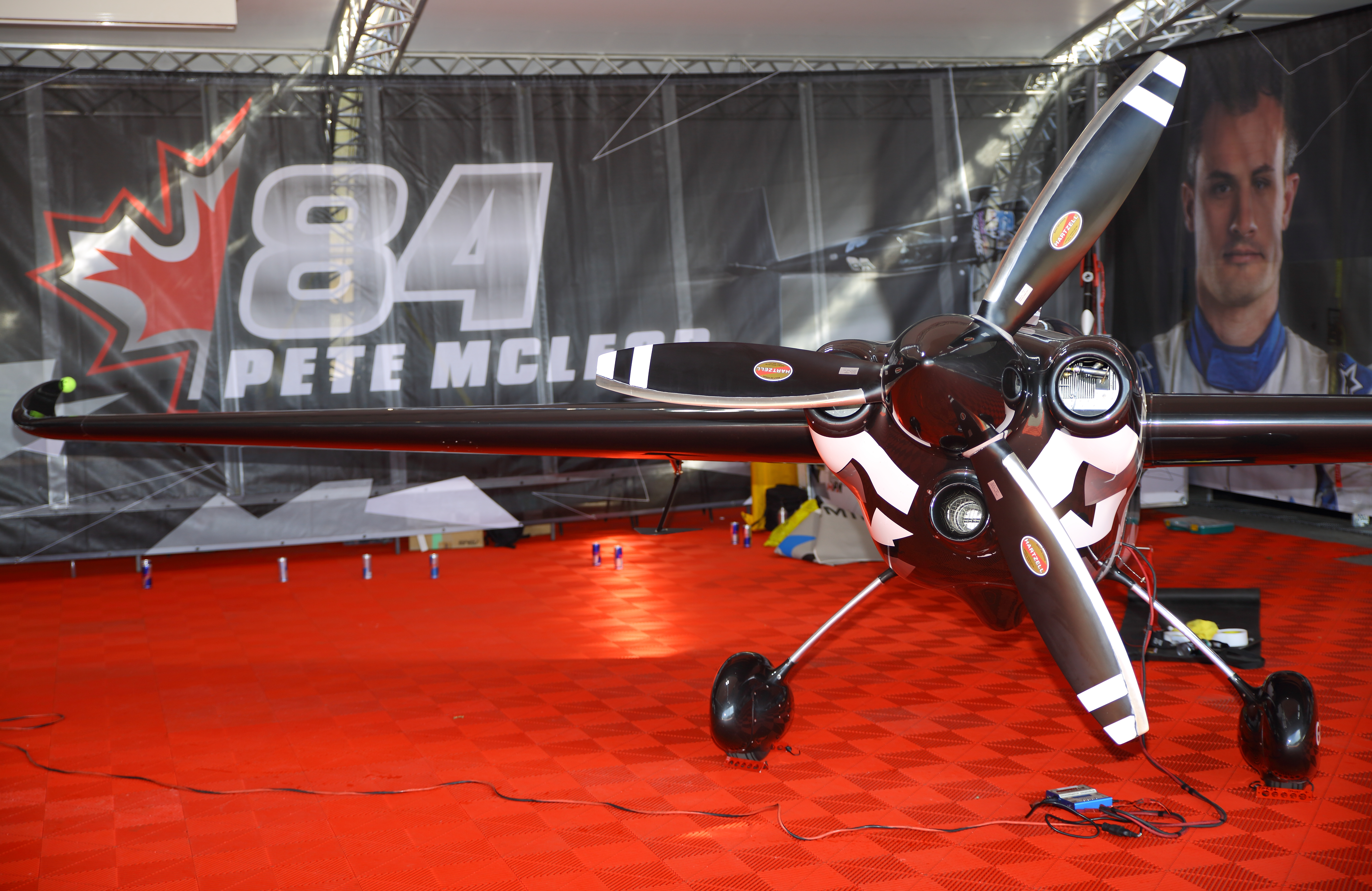
ピート・マクロードのチームが利用するハンガー内。（2017年）

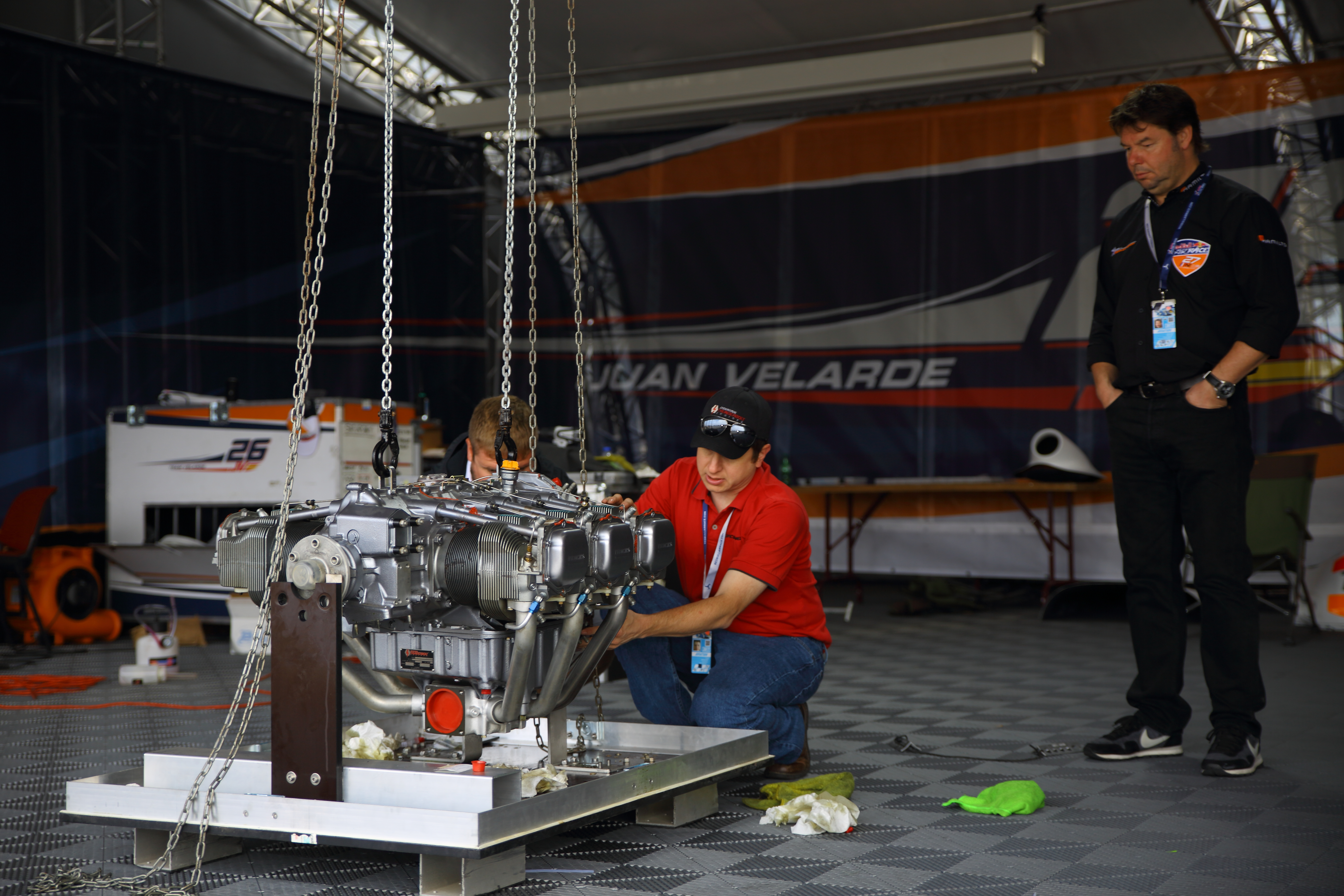
ハンガー内でエンジンを降ろし整備するフアン・ベラルデのチームのメカニック。（2017年）

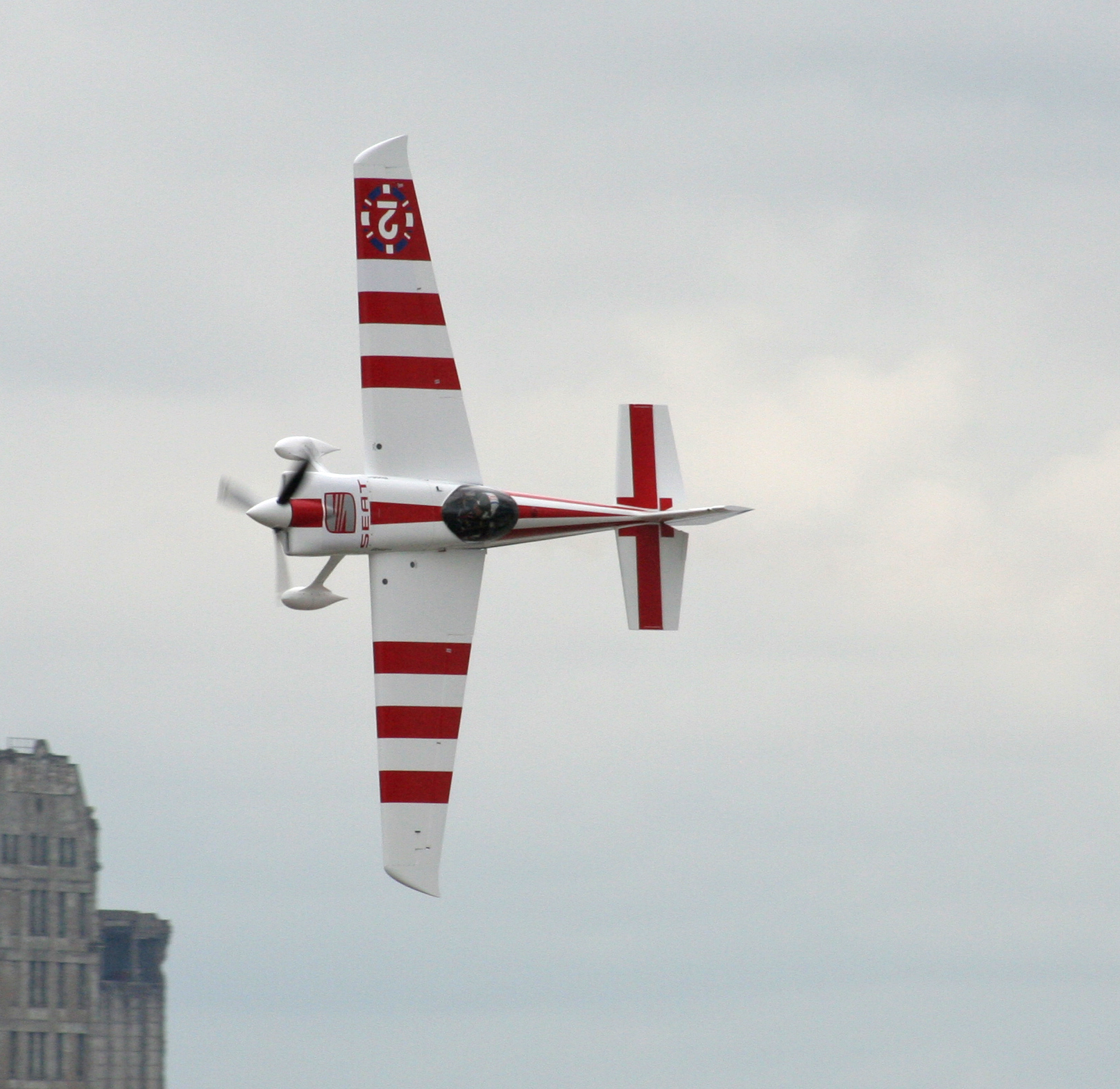
母国の国旗を模したカラーリングのポール・ボノム機（2008年）

レースにはチーム単位での出場のため、パイロットに加え、整備を担当するエンジニアとチームを統括するコーディネーターを基本とし、チームによってはコースレイアウトや気象条件を分析しアドバイスを出すレース・アナリストやメディアに対応する広報担当などが雇用されている。
室屋はアメリカスカップで日本チーム（1992 - 1995）を主導し、曲芸飛行士でもあるロバート・フライをコーディネーターに起用している。
ナイジェル・ラムが2014年シーズンの総合チャンピオンとなった一因として、工学部の大学院生のマックス・ラム（ナイジェルの息子）がスクーデリア・フェラーリのテクニカル・ディレクターである、ジェームス・アリソン が開発したプログラムを利用したレース解析が功を奏したためである。カービー・チャンブリスはマイクロソフトリサーチ出身のアシッシュ・カプールをアナリストとして雇用している（マイクロソフトはチームスポンサーでもある）。
ポール・ボノムのチームはレース・アナリストはおらず空気力学の専門家でミナス・ジェライス国立大学教授のPaulo Iscoldが参加していた。
自動車レースと同じく機体や主翼はスポンサーの企業カラーやブランドロゴで塗装されることが多いが、複数の小口スポンサーで参戦するチームは、青を基調にレッドブルのロゴを配した『レッドブルカラー』に塗装し尾翼に国旗を描いたり、オリジナルのカラーリング（マット・ホール）や母国の国旗をイメージした塗装（ポール・ボノム）とすることが多い。
チームはバックヤードに用意された仮設ハンガーを利用する。仮設ではあるが機体の格納だけでなくエンジン重整備も可能であり、ハンガーで修理できないレベルでは棄権となることが多い。

### 機体
機体がレギュレーションに違反していないかを検査するため、レース終了後に一旦パルクフェルメに送られ、違反が発覚した場合はペナルティが与えられる。
マスタークラス

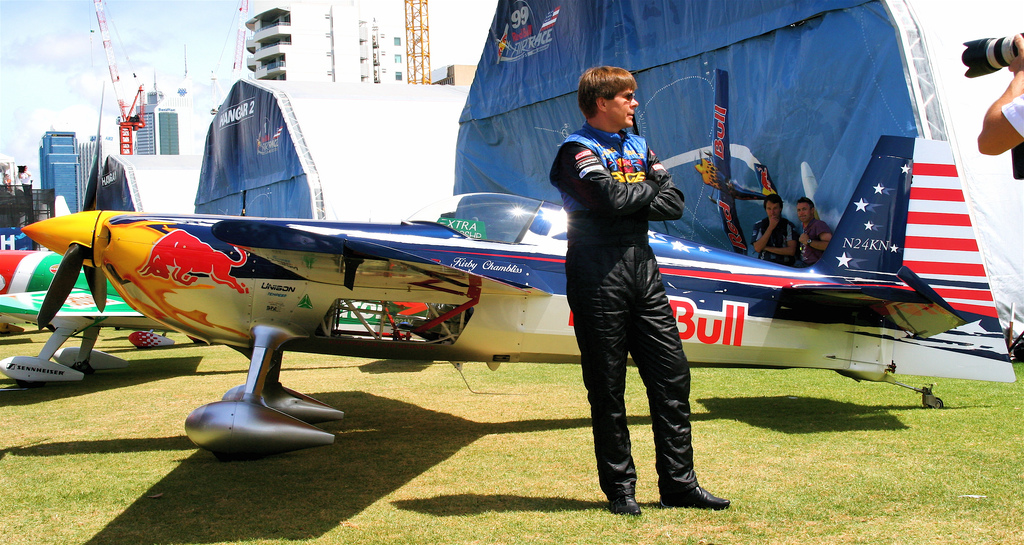
レッドブルカラーのエッジ540と自身も開発に参加したカービー・チャンブリス（2006年）

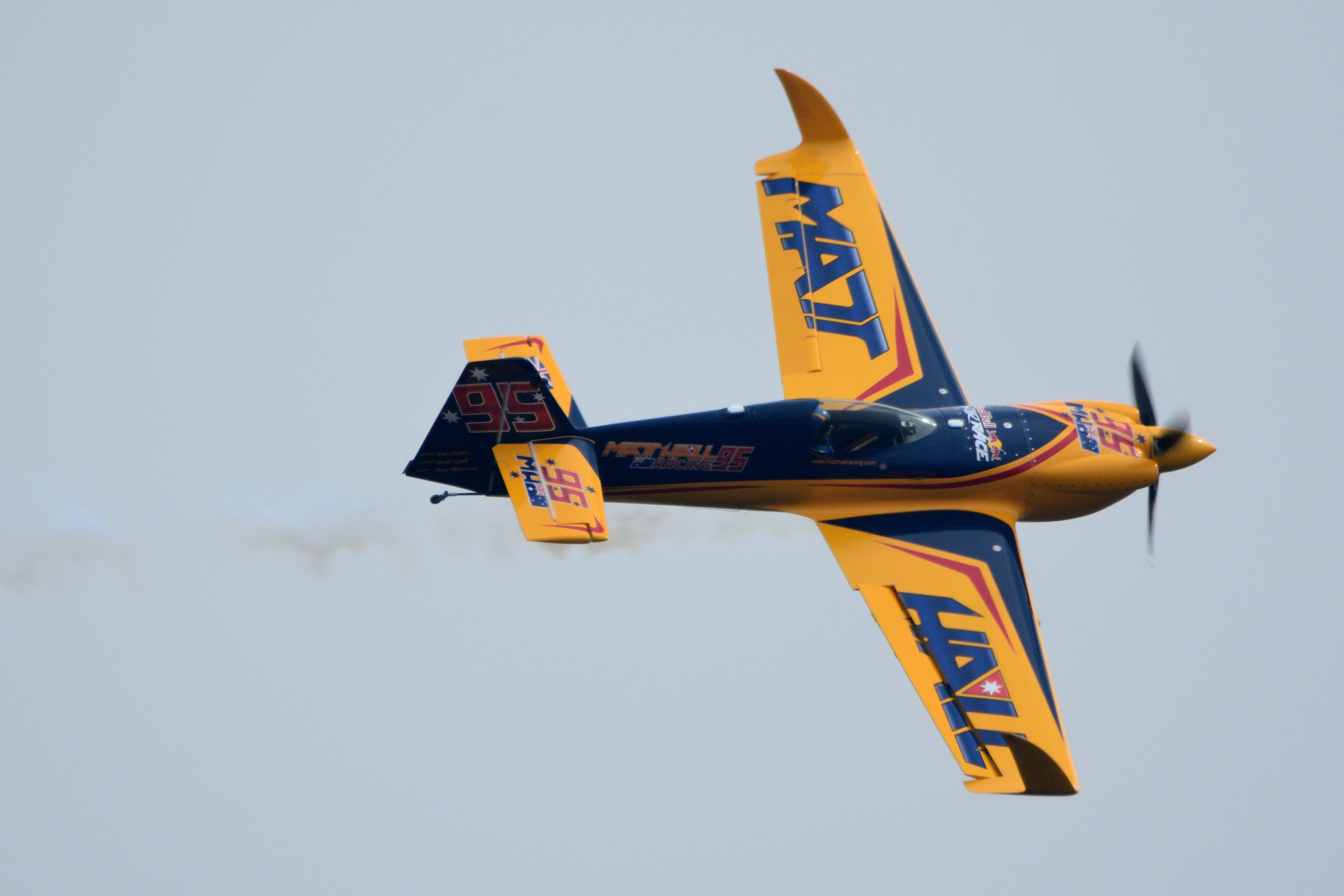
大型のウィングレットを追加したマット・ホールのMXS-R（2015年）

利用できる機体は単発プロペラ・固定脚の機体に限定されているが、レギュレーションでウィングレットの追加や風防の形状変更などが許可されている。また搭乗する機種はシーズンの途中でも自由に変更が可能である。
2015年シーズンは、マスタークラスの参戦者の多くがジブコ エッジ540のエアレース用モデル『540 V2』か改良型の『540 V3』を利用し、ナイジェル・ラムとマット・ホールだけがMXS-Rを利用している 。

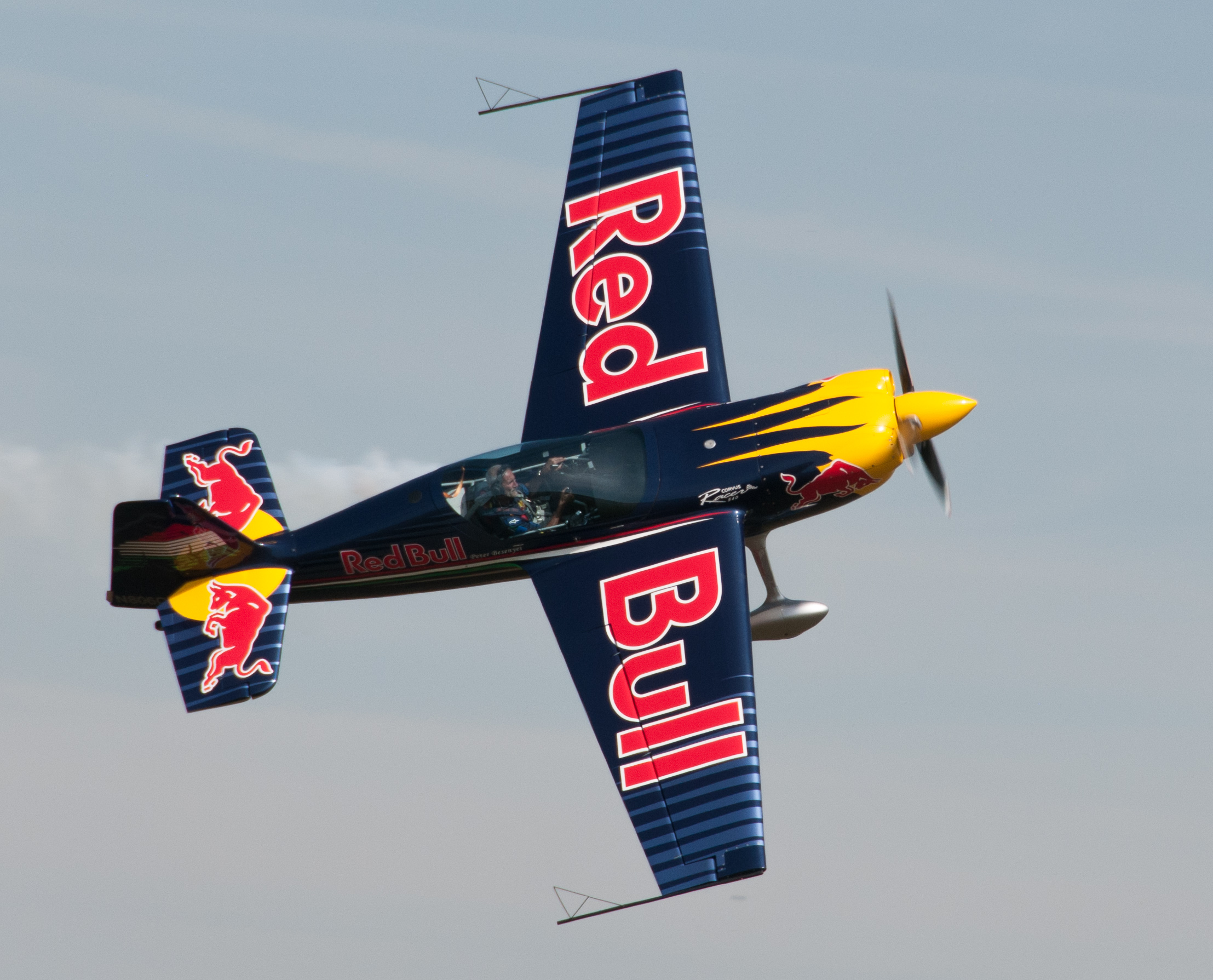
ピーター・ベゼネイが操縦するCorvus Racer 540（2012年）

ピーター・ベゼネイは自身のために母国で設計されたコーバス・レーサー540を利用していたが、機体が曲技飛行向けでエアレースには適さないことを理由に2015年の第4戦から『540 V3』へ変更した。
レギュレーションで機体にかかる重力加速度が最大10Gに制限されているため、高度と速度の他に加速度の計測が可能な付帯情報表示（PVI）と、GPSなどの情報を表示・記録する「レッドブル・エアレースEFIS」の搭載が義務付けられている。これらのデータは無線によりリアルタイムで確認できるため、実況中継でも参照される。またEFISに記録されたデータを解析し次回のフライトに活かすこともできる。
2014年からは全チームに同じ規格のエンジンとプロペラの使用が義務付けられ、エンジンはライカミング・エンジンズのAEIO-540（O-540のエアロバティック用モデル）をレギュレーションに合わせて調整した「Thunderbolt AEIO-540-EXP」、マスタークラスに参加する機体のプロペラはハーツェル・プロペラ製の炭素繊維複合材製エアロバティック用3翅プロペラC7690が使用される 。これらは主催者から提供され公開抽選によって個体が割り当てられる。またこれらに対して改造を行う事は認められておらず回転数やバルブタイミングにも制限があるため調整の余地は少ないため、各チームは機体の空力改善に力を入れているが、エンジンの空燃比を調整することは許可されているため、パイロットが操縦席から調整できるようになっている。
チャレンジャークラス

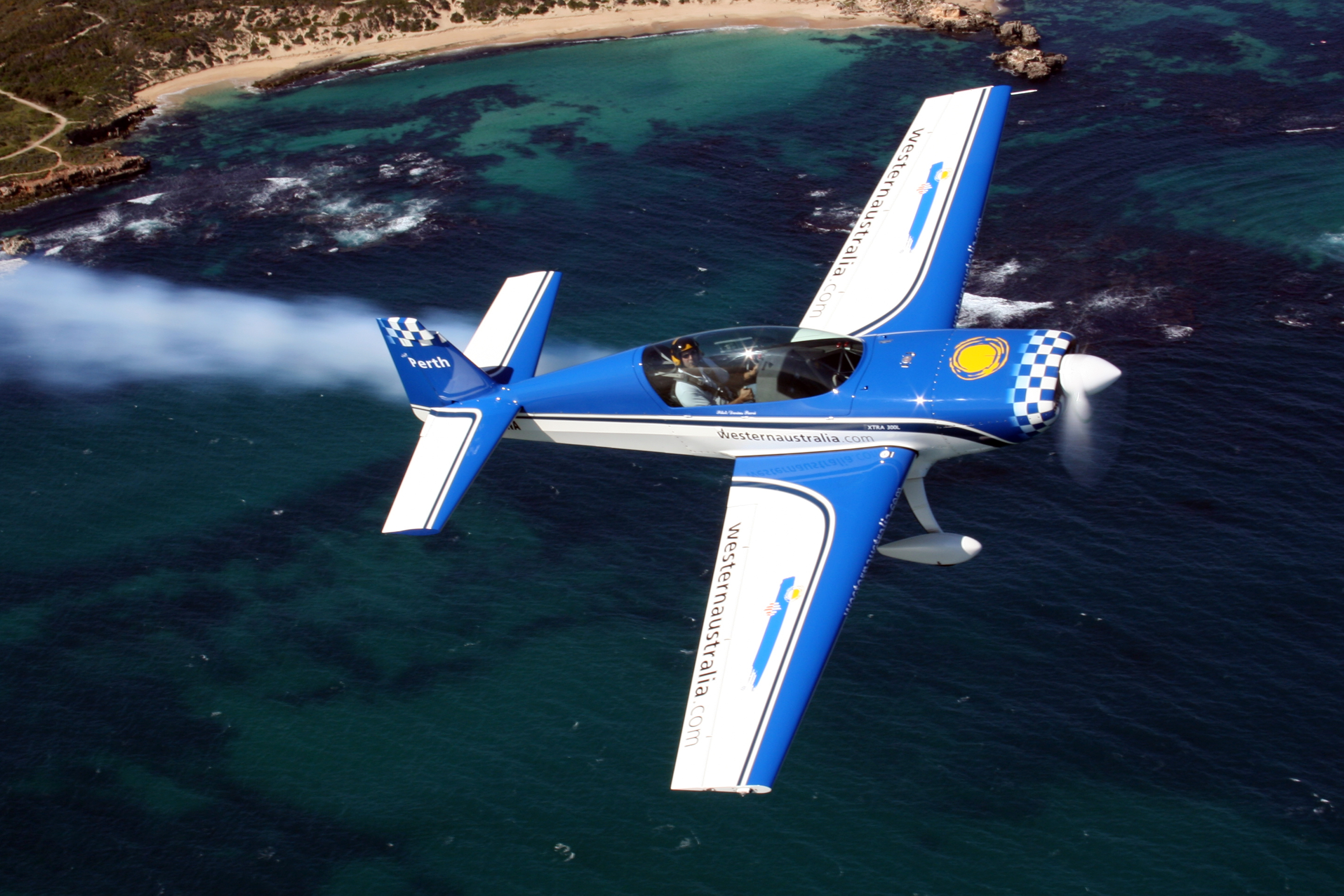
エクストラ 300LXとエンジンのみが違う300L

2014年から導入したチャレンジャークラスは全員が同一の機材を使用するワンメイクレースとなる。
使用する機体は2017年までレッドブルから提供されたエクストラ社製の2人乗り曲技飛行練習機であるエクストラ 300LXであった。エクストラ 300LXはレース創設当初に利用されていた機種とほぼ同等の性能である。
2018年から使用する機体がジブコ エッジ540 V2に変更となった。

### エアゲート

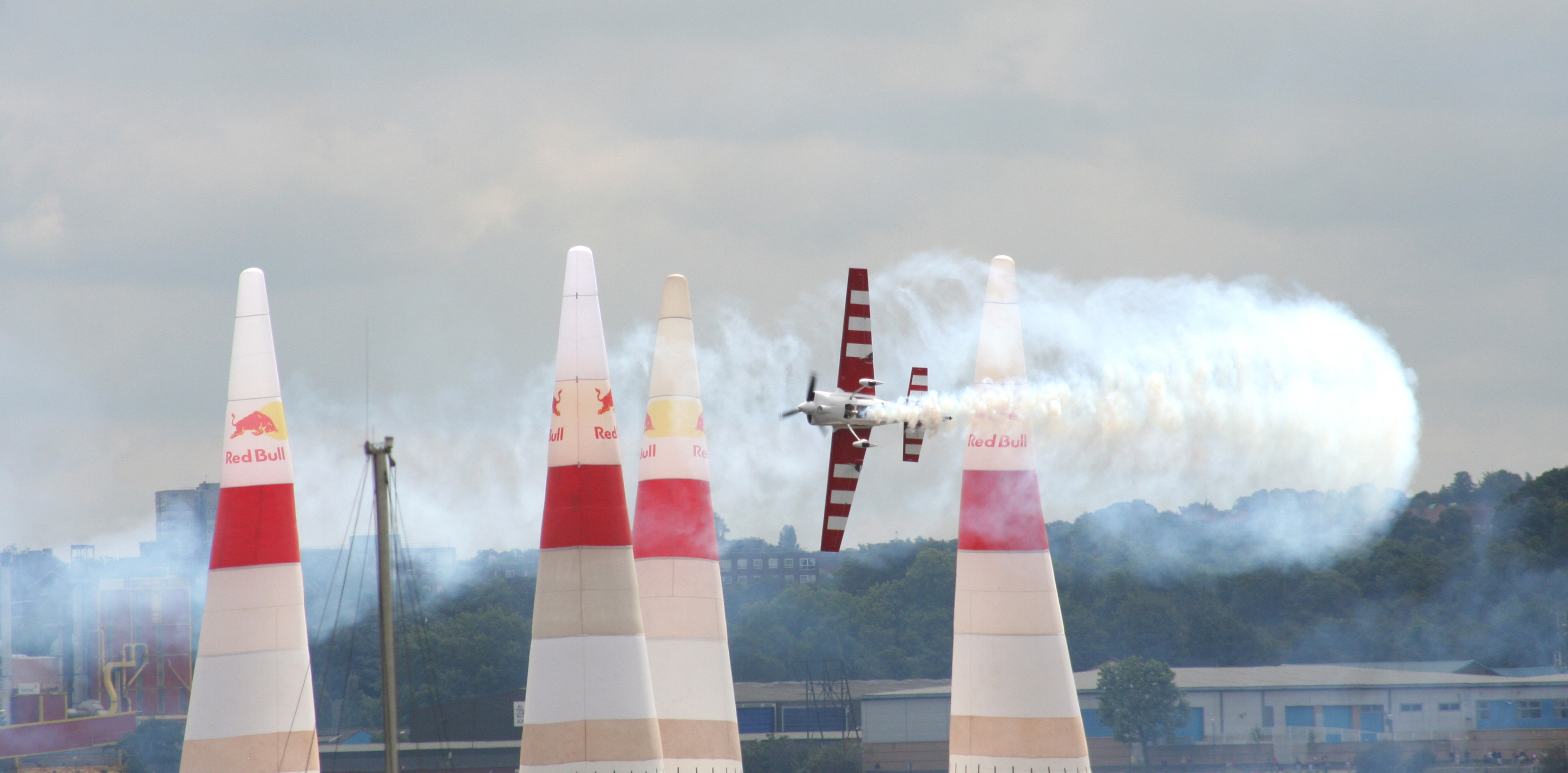
クアドロゲート

エアゲートは2本のパイロン1組からなる「スタート／フィニッシュゲート」「シケインゲート」「水平ゲート」(「ナイフエッジゲート」と、4本で1組の「クアドロゲート」は2010年まで使用されていた）が設定され、それぞれに異なる通過の仕方が決められている。ゲートへの接触や規定に満たない通過を行った場合、タイム加算あるいは失格のペナルティが科せられることになる。
パイロンは基部にあるファンからの送風による空気圧と紐で自立させている。上部の赤い部分は非常に薄いスピンネーカーが使われているため、機体が接触すると即座に破れ機体へダメージを与えないようになっている。パイロンの上部はファスナーによりある程度の間隔で連結されている。破れたパイロンの補修は、エアゲーター (Airgater) と呼ばれる専門のスタッフによってファスナー部分から破損部分を脱着し行われる。なおパイロン下部の白い部分はターポリン（横断幕や農業用シートに使われる丈夫な素材）が使用されているため接触すると機体が破損する危険があり、低空飛行のペナルティも厳しくなっている。
エアゲートはピーター・ベゼネイのアイディアが元になっている。

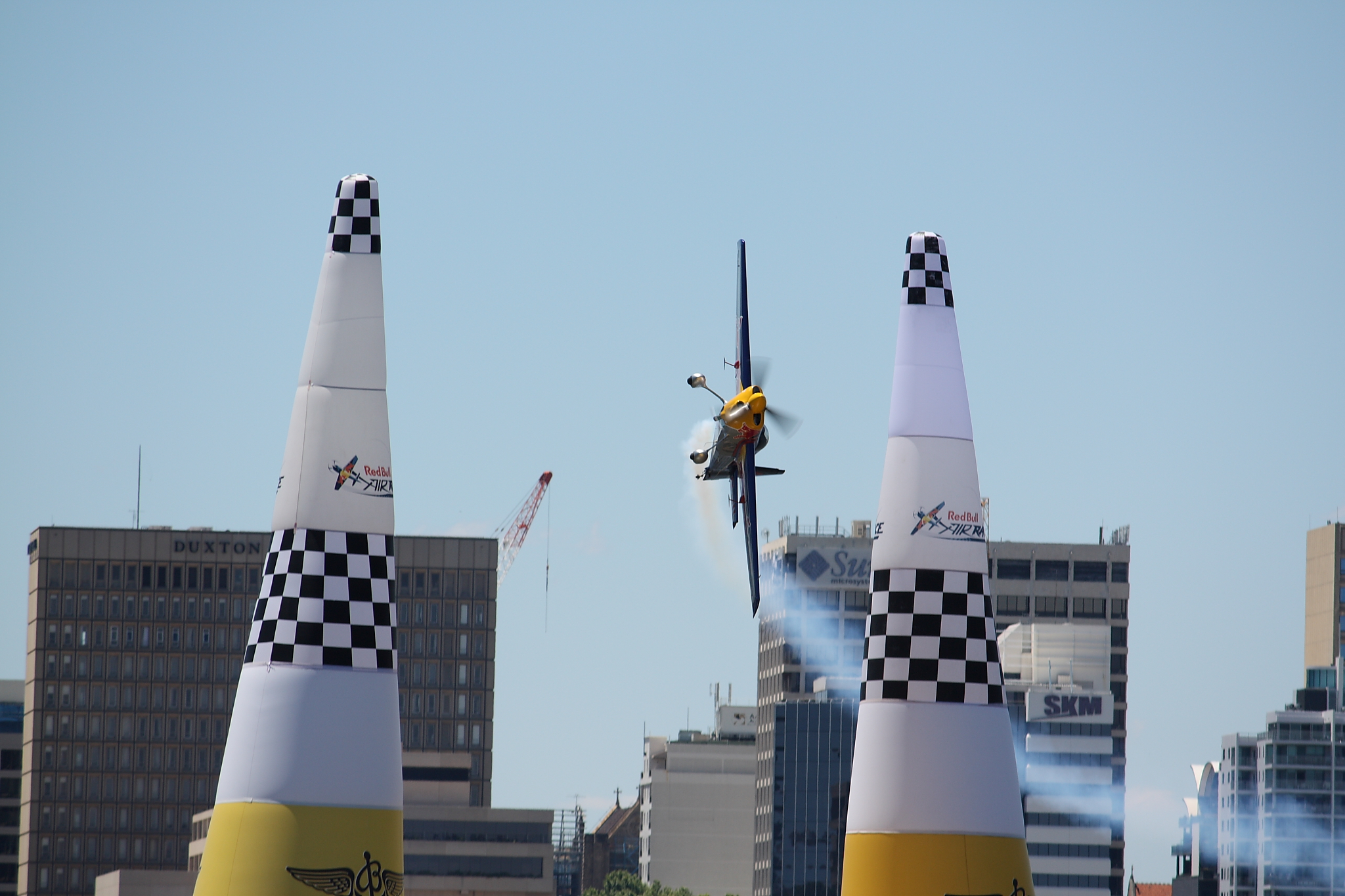
スタート / フィニッシュゲート

各ゲートの通過ルールは以下のとおり。
- スタート / フィニッシュゲート

黒と白のチェック模様が施されている。ゲート上部50 %の高さをパイロットのヘルメットが通過。1回目通過時は水面に対し0°±10°の姿勢。また後述のとおりスタート時には制限速度が定められている。
- シケインゲート

色は赤。最後のパイロンまで、ゲート上部50 %の高さを通過。
- 水平ゲート

色は青。パイロンの間隔は約14 m。ゲート上部50 %の高さを水面に対し0°±10°の姿勢で通過。
以下の種類のゲートは2010年シーズンまで使用されていたが、以降は廃止されている。
- ナイフエッジゲート

色は赤。その名の通りナイフエッジで通過するゲート。
パイロンの間隔は約10 mで、ゲート上部50 %の高さを水面に対し90°±20°の姿勢で通過。傾ける向きも指定されている。
- クアドロゲート

色は赤。パイロン4本で構成。ゲート上部50%の高さを水面に対し90°±20°の姿勢で通過。1度通過した後270°旋回して1度目と直交する形で通過する。

### ペナルティ
ゲートへの接触や異常接近、不正な姿勢でのゲート通過などが認められた場合、ゴールタイムにペナルティタイムが加算される。またレースの安全確保のため、危険な飛行と判断された場合は即刻失格になる厳しいルールが敷かれている。
なお判定が即時下されずunder review（審議中）の場合は、最終判断が下されるまで飛行を続行することが出来る。

#### 1秒ペナルティ
- スタートゲートへの進入速度が、201 - 201.99ノット（372 - 374 km/h）であった場合（2015年シーズンよりスタートゲートへの進入速度については200.99ノット以下とする改定がなされた）
- スモークの指示が出された後も出ていないもしくは薄すぎる場合（人為的、技術的エラーに関わらず）

#### 2秒ペナルティ
- ゲートで、規定高度より高く通過した場合
- ゲート通過時の水平姿勢（具体的には水平線に対する傾きが10度より大きい場合）が不正だった場合（インコレクト・レベル・フライング）
- ゲート開始前にハイGターンを行った場合（クライミング・イン・ザ・ゲート）
- 重力加速度が10 Gを超える時間が0.6秒以上の場合（2018年シーズンより。2017年シーズンまではDNFとされた）

#### 3秒ペナルティ

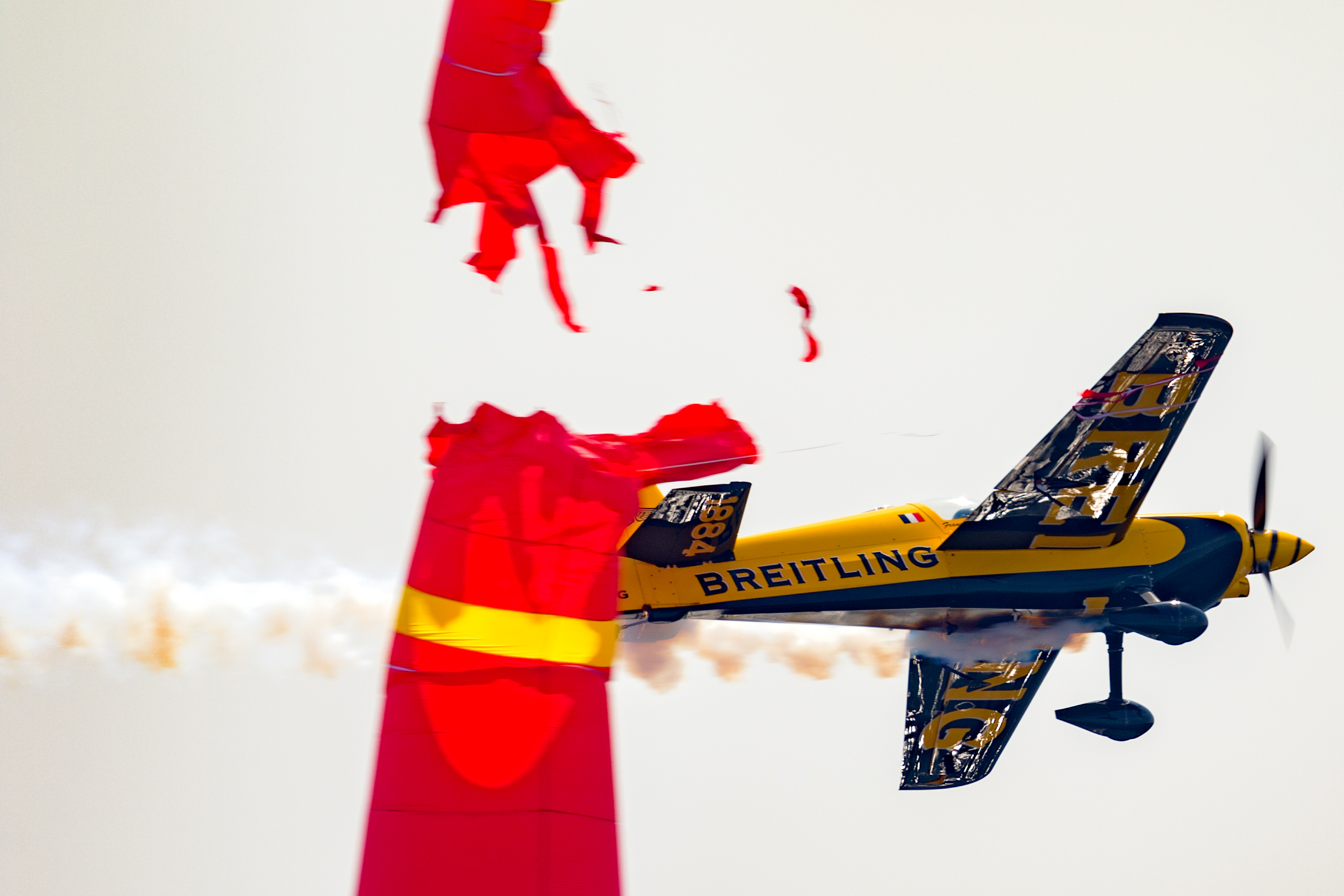
機体がパイロン上部に接触した瞬間

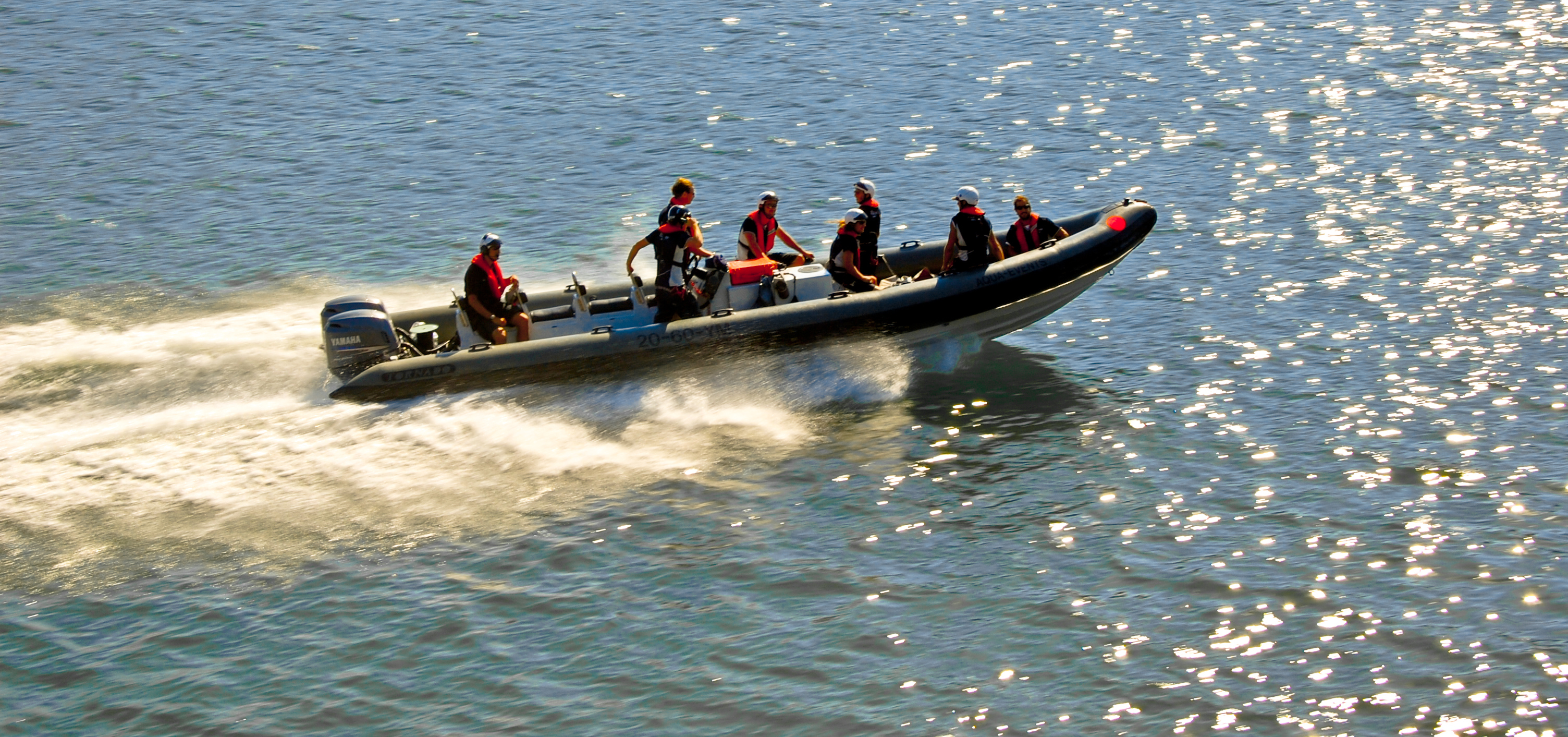
パイロンの修理に向かうAirgater

- パイロンに接触した場合（危険な接近、接触と判断されると即失格になる場合もある）

#### DNF(Did Not Finish)
フィニッシュせず、そのフライトは無効となる。
- スタートゲートに202ノット（374 km/h）以上で進入した場合
- 重力加速度が一瞬でも12 Gを超えた場合（さらにフライト後に機体の再点検が義務付けられる）
- パイロンへの接触が3回になった場合
- コースを逸脱した場合

#### DQ(Disqualified)
失格、そのラウンドの参加権を失う。
- 危険な姿勢での飛行
- 規定高度より低い飛行
- 観客上空に進入した場合
- 雲の中に入ってしまった場合
- 規定重量違反

## 歴代チャンピオン

### エリート/マスタークラス
| シーズン | チャンピオン           | 2位                  | 3位                    |
| -------- | ---------------------- | -------------------- | ---------------------- |
| 2003年   | ピーター・ベゼネイ     | クラウス・シュロット | カービー・チャンブリス |
| 2004年   | カービー・チャンブリス | ピーター・ベゼネイ   | スティーブ・ジョーンズ |
| 2005年   | マイク・マンゴールド   | ピーター・ベゼネイ   | カービー・チャンブリス |
| 2006年   | カービー・チャンブリス | ピーター・ベゼネイ   | マイク・マンゴールド   |
| 2007年   | マイク・マンゴールド   | ポール・ボノム       | ピーター・ベゼネイ     |
| 2008年   | ハンネス・アルヒ       | ポール・ボノム       | カービー・チャンブリス |
| 2009年   | ポール・ボノム         | ハンネス・アルヒ     | マット・ホール         |
| 2010年   | ポール・ボノム         | ハンネス・アルヒ     | ナイジェル・ラム       |
| 2011年   | 開催されず             | 開催されず           | 開催されず             |
| 2012年   | 開催されず             | 開催されず           | 開催されず             |
| 2013年   | 開催されず             | 開催されず           | 開催されず             |
| 2014年   | ナイジェル・ラム       | ハンネス・アルヒ     | ポール・ボノム         |
| 2015年   | ポール・ボノム         | マット・ホール       | ハンネス・アルヒ       |
| 2016年   | マティアス・ドルダラー | マット・ホール       | ハンネス・アルヒ       |
| 2017年   | 室屋義秀               | マルティン・ソンカ   | ピート・マクロード     |
| 2018年   | マルティン・ソンカ     | マット・ホール       | マイケル・グーリアン   |
| 2019年   | マット・ホール         | 室屋義秀             | マルティン・ソンカ     |

### チャレンジャークラス
| シーズン | チャンピオン           | ポイントリーダー                        |
| -------- | ---------------------- | --------------------------------------- |
| 2014年   | ペトル・コプシュタイン | フランソワ・ルボット                    |
| 2015年   | ミカエル・ブラジョー   | ダニエル・リファ ペトル・コプシュタイン |
| 2016年   | フロリアン・バーガー   | フロリアン・バーガー                    |
| 2017年   | フロリアン・バーガー   | フロリアン・バーガー                    |
| 2018年   | ルーク・チェピエラ     | フロリアン・バーガー                    |
| 2019年   | フロリアン・バーガー   | ダニエル・リファ                        |

## 優勝回数
2017年シーズン終了時点
| 順 位 | パイロット             | 回数 |
| ----- | ---------------------- | ---- |
| 1     | ポール・ボノム         | 19   |
| 2     | ハンネス・アルヒ       | 11   |
| 3     | カービー・チャンブリス | 10   |
| 4     | マイク・マンゴールド   | 9    |
| 5     | ピーター・ベゼネイ     | 8    |
| 6     | ニコラス・イワノフ     | 5    |
| 6     | 室屋義秀               | 5    |
| 8     | マット・ホール         | 4    |
| 9     | マティアス・ドルダラー | 3    |
| 10    | スティーブ・ジョーンズ | 2    |
| 10    | マルティン・ソンカ     | 2    |
| 12    | マイケル・グーリアン   | 1    |
| 12    | ナイジェル・ラム       | 1    |
| 12    | ピート・マクロード     | 1    |
| 合計  | 合計                   | 81   |

| 順 位 | パイロット               | 回数 |
| ----- | ------------------------ | ---- |
| 1     | ダニエル・リファ         | 6    |
| 2     | フロリアン・バーガー     | 4    |
| 2     | ミカエル・ブラジョー     | 4    |
| 4     | フランソワ・ルボット     | 3    |
| 4     | ペトル・コプシュタイン   | 3    |
| 6     | ハリム・オスマン         | 2    |
| 6     | クリスチャン・ボルトン   | 2    |
| 6     | ケヴィン・コールマン     | 2    |
| 6     | ルーク・チェピエラ       | 2    |
| 10    | クラディウス・スピーゲル | 1    |
| 10    | ケニー・チャン           | 1    |
| 10    | メラニー・アストル       | 1    |
| 合計  | 合計                     | 31   |

## レース開催地
国名・地域名50音順
| シリーズ         | 2003年 - 2004年 - 2005年 - 2006年 - 2007年 - 2008年 - 2009年 - 2010年 - 2014年 - 2015年 - 2016年 - 2017年 - 2018年 - 2019年 | 2003年 - 2004年 - 2005年 - 2006年 - 2007年 - 2008年 - 2009年 - 2010年 - 2014年 - 2015年 - 2016年 - 2017年 - 2018年 - 2019年  |
| 国               | 地域 | 開催年 |
| ---------------- | --- | --- |
| アイルランド     | ティペラリー県キャシェル（ロック・オブ・キャシェル）                                                                        | 2005年 第4戦 |
| アメリカ合衆国   | アリゾナ州・モニュメント・バレー                                                                                            | 2007年 第3戦 |
| アメリカ合衆国   | インディアナ州インディアナポリス                                                                                            | 2016年 第7戦、2017年 第8戦、2018年～2018年 第7戦                                                                             |
| アメリカ合衆国   | カリフォルニア州サンディエゴ                                                                                                | 2007年 第10戦、2008年 第2戦、2009年 第2戦、2017年 第2戦                                                                      |
| アメリカ合衆国   | カリフォルニア州サンフランシスコ                                                                                            | 2005年 第7戦、2006年 第8戦                                                                                                   |
| アメリカ合衆国   | テキサス州フォートワース（テキサス・モーター・スピードウェイ）                                                              | 2014年 第6戦、2015年 第7戦、2018年 第8戦                                                                                     |
| アメリカ合衆国   | ニューヨーク ニュージャージー州ジャージーシティ（リバティ・ステート・パーク）                                               | 2010年 第5戦 |
| アメリカ合衆国   | ネバダ州ラスベガス | 2014年 第7戦、2015年 第8戦、2016年 第8戦                                                                                     |
| アメリカ合衆国   | ネバダ州リノ | 2004年 第3戦 |
| アメリカ合衆国   | ミシガン州デトロイト | 2008年 第3戦 |
| アラブ首長国連邦 | アブダビ・ミナ・ザーイド | 2005年 - 2019年 第1戦 |
| イギリス         | グロスタシャー・ケンブル（コッツウォルド空港）                                                                              | 2004年 第1戦 |
| イギリス         | バークシャー・アスコット（アスコット競馬場）                                                                                | 2014年 - 2016年 第5戦 |
| イギリス         | ロングリート | 2005年 第5戦、2006年 第7戦                                                                                                   |
| イギリス         | ロンドン・テムズ川 | 2007年 第7戦、2008年 第6戦                                                                                                   |
| オーストラリア   | パース・スワン川 | 2006年 第9戦、2007年 第12戦、2008年 第9戦、2010年 第2戦                                                                      |
| オーストリア     | シュタイアーマルク州シュピールベルク（レッドブル・リンク）                                                                  | 2014年 第8戦、2015年 第6戦、2016年 第2戦                                                                                     |
| オーストリア     | ツェルトベク | 2003年 第1戦、2005年 第3戦                                                                                                   |
| オランダ         | ロッテルダム・エラスムス橋                                                                                                  | 2005年 第2戦、2008年 第5戦                                                                                                   |
| カナダ           | オンタリオ州ウィンザー | 2009年 第3戦、2010年 第4戦                                                                                                   |
| クロアチア       | ロヴィニ | 2014年 第2戦、2015年 第3戦                                                                                                   |
| スイス           | ベルン・インターラーケン | 2007年 第6戦 |
| スウェーデン     | ストックホルム | 2008年 第4戦 |
| スペイン         | バルセロナ | 2007年 第2戦、2008年 第9戦、2009年 第6戦                                                                                     |
| 中華人民共和国   | 北京 | 2014年 |
| ドイツ           | ブランデンブルク州ラウジッツ（ユーロスピードウェイ・ラウジッツ）                                                            | 2010年 第6戦、2016年 第6戦、2017年 第7戦                                                                                     |
| ドイツ           | ベルリン | 2006年 第3戦 |
| トルコ           | イスタンブール・ハリチュ（金角湾）                                                                                          | 2006年 第5戦、2007年 第4戦                                                                                                   |
| 日本             | 千葉県・千葉市（幕張海浜公園）                                                                                              | 2015年 第2戦、2016年 - 2018年 第3戦、2019年 第4戦                                                                            |
| ハンガリー       | ブダペスト・ドナウ川 | 2003年 - 2004年 第2戦、2005年 - 2006年 第6戦、2007年 第8戦、2008年 第7戦、 2009年 第4戦、2010年 第7戦、2015年 - 2018年 第4戦 |
| ハンガリー       | ブダペスト・バラトン湖 | 2019年 第3戦 |
| ブラジル         | リオデジャネイロ | 2007年 第2戦、2010年 第3戦                                                                                                   |
| フランス         | カンヌ | 2018年 第2戦 |
| ポーランド       | グディニャ | 2014年 第4戦 |
| ポルトガル       | ポルト・ドウロ川 | 2007年 第9戦、2008年 第8戦、2009年 第5戦、2017年 第6戦                                                                       |
| ポルトガル       | リスボン | 2010年 第8戦 |
| マレーシア       | プトラジャヤ・プトラジャヤ湖                                                                                                | 2014年 第3戦 |
| メキシコ         | ゲレーロ州アカプルコ | 2007年 第11戦 |
| ロシア           | カザン | 2017年 第5戦、2018年 第6戦、2019年 第2戦                                                                                     |
| ロシア           | サンクトペテルブルク | 2006年 第4戦 |
| ロシア           | ソチ | 2015年 第3戦 |

## 事故
2019年最終戦までレース中やレースに関するイベント等における死亡事故は起こらなかった。
- 2007年第2戦（リオデジャネイロ）にて、カービー・チャンブリスが滑走路を走行中に他の飛行機が駐機していたため、やむをえず急ブレーキをかけた結果、機体が前へ傾き、プロペラを破損した[33]。
- 2009年第2戦（サンディエゴ）にて、ハンネス・アルヒはファイナル4にて飛行中、エアゲートを抜けた後、機体を傾けたところに鳥が飛来し、アルヒ機の右水平尾翼に衝突（バードストライク）した[34]。
- 2009年第3戦（ウィンザー）の付随イベントとして、ナイジェル・ラムとともにナイアガラの滝の写真を撮りに行ったピーター・ベゼネイの機体の油圧系に不具合が発生して停止、その後エンジンが停止した為、滑走路手前の野原へ裏返しで不時着。ベゼネイはほぼ無傷であったが、機体は大破した[35]。
- 2010年第2戦（パース）にて、アジウソン・キンドルマンがトレーニング1にて飛行中、キンドルマンが操縦するMXS-Rが、ゲート3へと回っていくさなかに操縦ミスし、会場のスワン川へ突っ込むという事態が発生。レスキューダイバー部隊が出動し、1分足らずでキンドルマン選手をキャノピーから救出、病院へ搬送した。命に別状は無かったが機体は大破、キンドルマンはこのレースを欠場し、以降も参戦していない。尚、レスキューダイバーが出動したのは、現在この事故の時のみ[36]。
- 2010年第4戦（ウィンザー）にて、マット・ホールが予選1本目にて飛行中、最後のシケインでコントロールを一時失い、右の翼端を海面に接触させたが姿勢の回復に成功し飛行場に戻った[37]。

## 放送

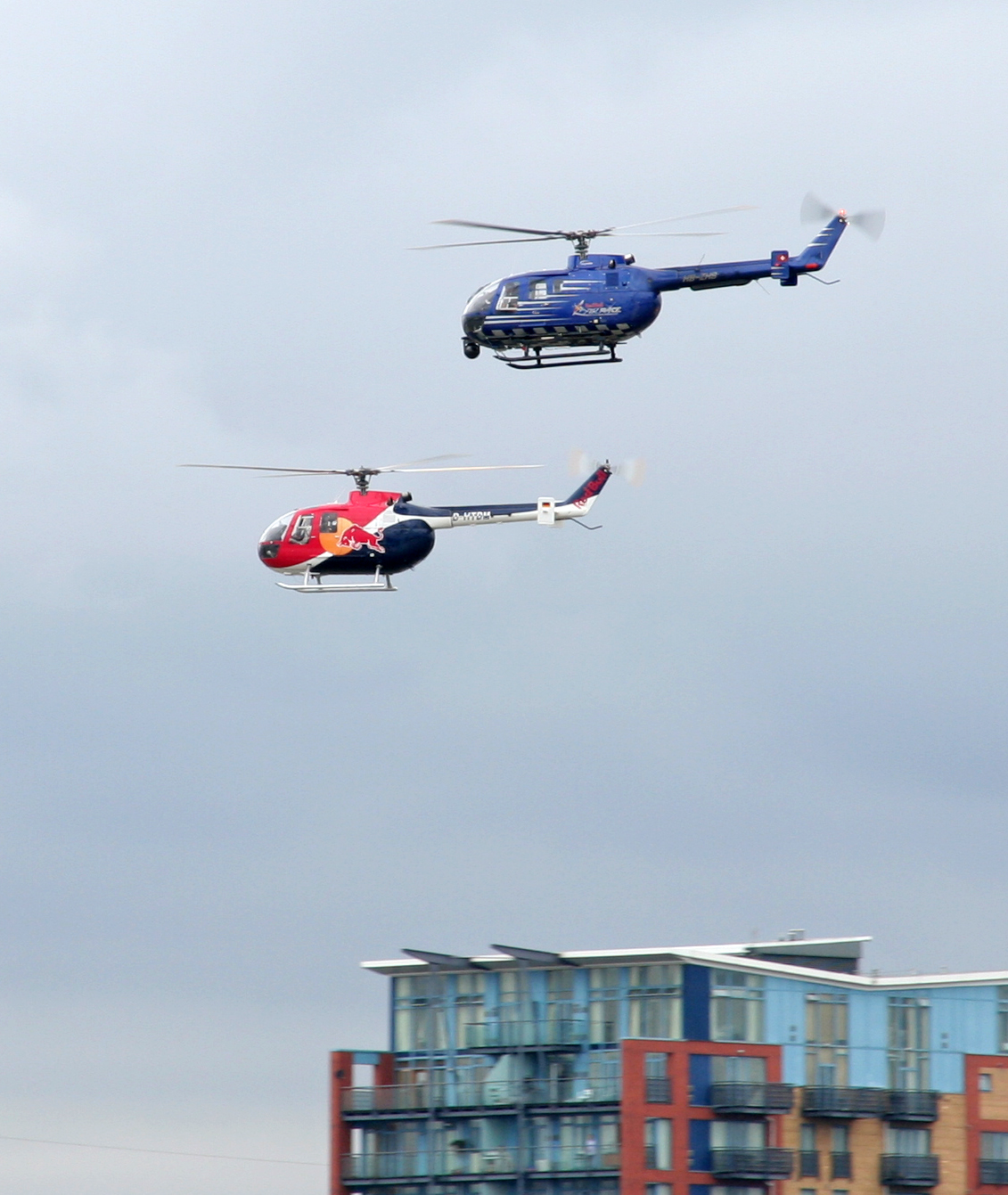
中継ヘリ（2008年）

観客のチケットに加え放送権料も大きな収入源であるため、中継ヘリ、エアゲート基部などの地上、レース機（機内と尾翼）に設置されたカメラ映像がリアルタイムで提供されている。中継ヘリはレッドブルの飛行チームである『ザ・フライングブルズ』のBo 105Cが使われている。
映像は単なる中継にとどまらず、レッドブルの映像チームや映像関連企業により工夫が施されており、Netventure社が水泳大会の中継で世界記録との差を表示する技術を応用し、前に飛んだ選手の航跡を中継映像にリアルタイムで合成する『ゴーストプレーン』など、同時に飛行できない制約を補う映像技術が利用されている。
日本では、2006年はGAORAで、2007年からはJ SPORTSで放送されている（2014年の最終戦は生中継された）。2008年にはフジテレビが地上波で初めて放映権を獲得した。なお、フジテレビでは2007年に『すぽると!』の企画として全戦放映されている。
NHKでは、2015年から2018年まで、BS1を中心に全8レースが『エアレース世界選手権○○○○（西暦）』として放送されていた（実況：辻よしなり、野瀬正夫=NHK嘱託職員を経てフリー）。2019年は最終第4戦のみ放送を予定している。
インターネットではレッドブルが公式のストリーミングサイトにおいて実況や解説を交えて配信している。2018年についてはDAZNでも配信していた。

### レッドブル公式
- Red Bull Air Race
  - レッドブル・エアレース - 日本語版
  - レッドブル・エアレース・ワールドシリーズ (redbullairrace) - Facebook
  - レッドブル・エアレース・ワールドシリーズ (@redbullairrace) - X（旧Twitter）
  - レッドブル・エアレース・ワールドシリーズ (@redbullairrace) - Instagram
  - レッドブル・エアレース・ワールドシリーズ - YouTubeチャンネル

### 参戦チーム公式
- YOSHI MUROYA | OFFICIAL SITE - 室屋義秀のチーム公式サイト
- レッドブル エアレース 室屋義秀選手応援ページ - 住友ゴム工業（ファルケン）の特設サイト
- Red Bull Air Race | BREITLING - ブライトリング・ジャパンによるチーム紹介（日本語）